# Australorp
Australorps sind eine Haushuhnrasse, die um 1920 in Australien erzüchtet wurde. Die Stammrassen dieser Züchtung stehen nicht ganz fest. Es handelt sich aber vermutlich um schwarze Orpington sowie amerikanische Croad-Langschan.

## Beschreibung
Australorps gelten als typische Zweinutzungsrasse, da bei ihnen sowohl gute Mastfähigkeit, hohe Fleischqualität, sehr gute Legeleistung und schwere Eier miteinander einhergehen. Sie sind daher sehr gut für Kleinbetriebe und Selbstversorger geeignet. Die Rasse wurde bereits in den 1920er Jahren in die USA exportiert und 1929 in den amerikanischen Standard aufgenommen. In Deutschland ist die Rasse seit 1950 vertreten und erhielt 1952 den Rassestandard.
Charakteristisch für die Australorps ist der massige Rumpf, die tiefschwarzen Augen und die waagerechte Haltung des Rückens. Beim Hahn ist der Schwanz reichlich mit Haupt- und Nebensicheln versehen. Beide Geschlechter haben eine vorgewölbte Brust. Bisher existieren nur wenige Farbschläge. Bei dem am meisten verbreiteten Schlag haben die Hühner ein grünlich-schwarz schimmerndes Federkleid.
Es existieren auch Zwerg-Australorps, die vom gleichen Sonderverein betreut werden.

Australorps
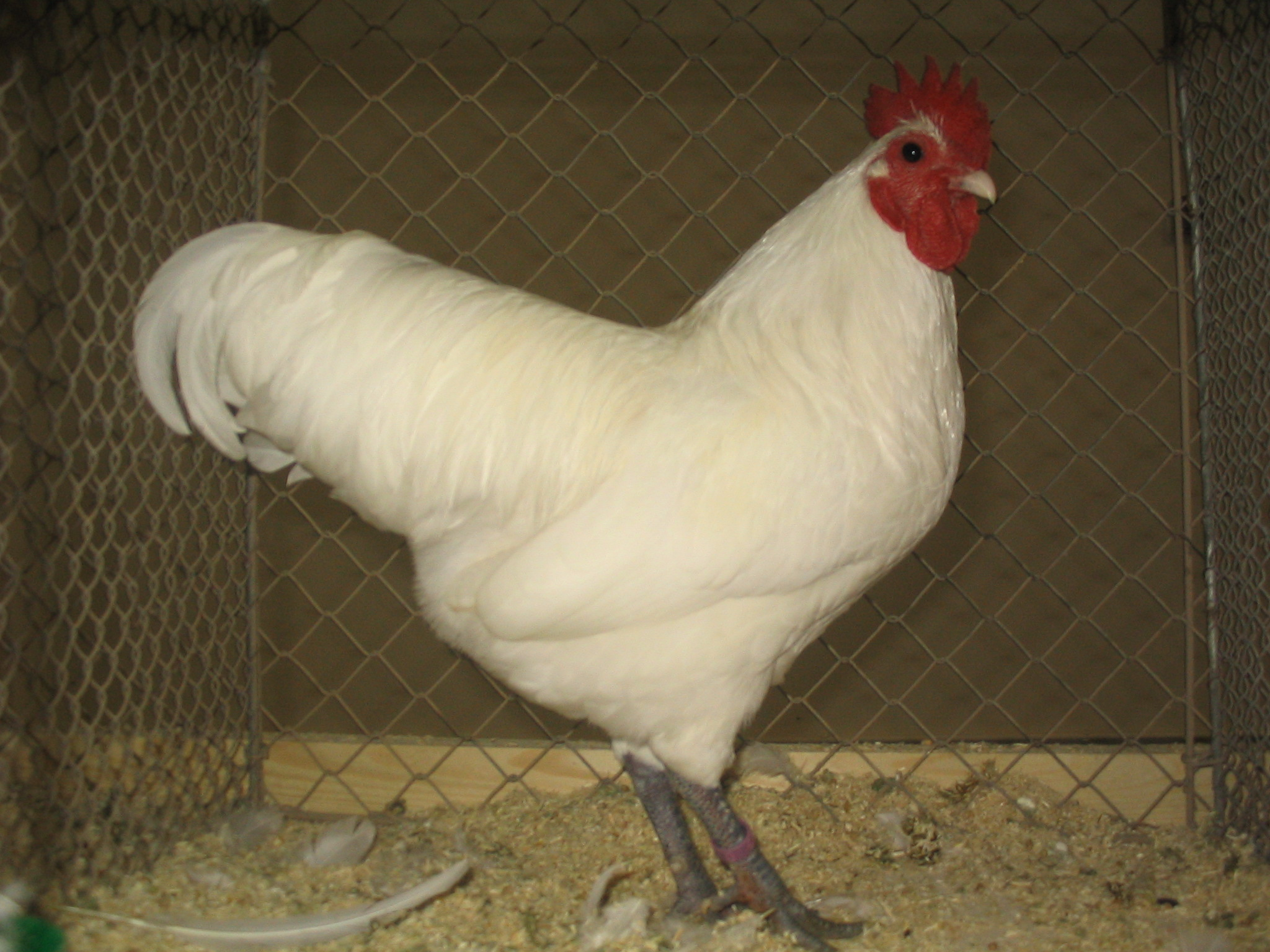
Weißer Zwerg-Australorp-Hahn
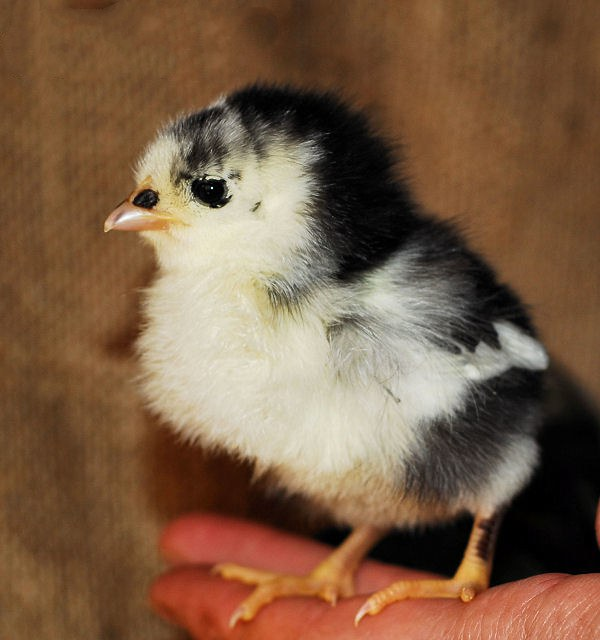
Küken
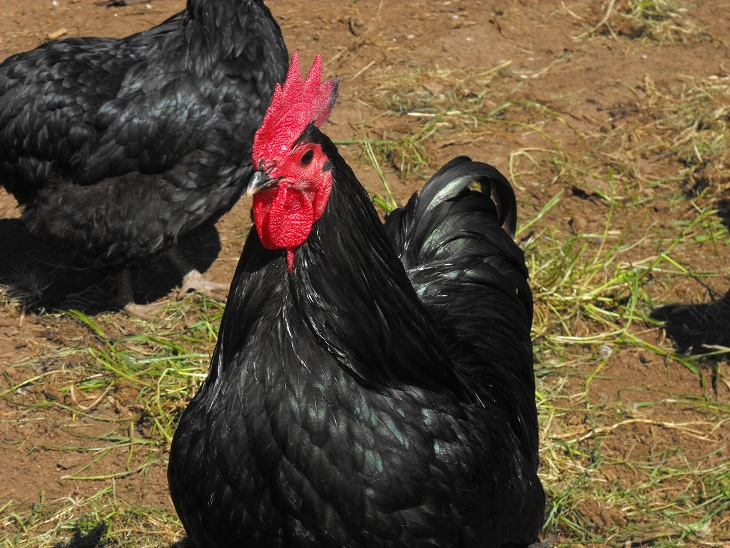
Schwarzer Australorp-Hahn

## Charakter
Australorps sind in der Regel sanftmütige und ruhige Tiere. Sie mögen gerne angefasst werden und fühlen sich sowohl zu Hause im Gehege als auch in einer Ausstellungshalle wohl. Des Weiteren sind die Hennen fürsorgliche Glucken und eignen sich bestens zur Brut.